# Прем'єр-міністр Білорусі
Прем'єр-міністр Республіки Білорусь здійснює безпосереднє керівництво діяльністю Уряду і несе персональну відповідальність за його роботу.
Крім цього, Прем'єр-міністр підписує постанови Уряду, видає в межах своєї компетенції розпорядження, представляє Парламенту програму його діяльності та інформує Президента про основні напрями діяльності та всі його найважливіші рішення, а також виконує інші функції, пов'язані з організацією і діяльністю Уряду.
Під час засідань палат Парламенту в тому числі і закритих, Прем'єр-міністр, як Президент і члени Уряду, може виступати позачергово стільки разів, скільки йому буде потрібно.
У разі вакантної посади Президента або неможливості виконання ним своїх обов'язків з причин, передбачених Конституцією, його повноваження до складення Присяги новообраним Президентом переходять до Прем'єр-міністра.

## Список
Нижче представлений список Прем'єр-міністрів Республіки Білорусь і виконують їх обов'язки (вказані «в. о.») після 1991 року.
| #  | Фото | Ім'я                              | Початок повноважень                  | Кінець повноважень | Партія | Президент           |
| -- | ---- | --------------------------------- | ------------------------------------ | ------------------ | ------ | ------------------- |
| 1  |      | Кебіч В'ячеслав Францович         | 18 вересня 1991                      | 21 липня 1994      | —      | —                   |
| 2  |      | Чигір Михайло Миколайович         | 21 липня 1994                        | 18 листопада 1996  | —      | Олександр Лукашенко |
| 3  |      | Лінг Сергій Степанович            | 18 листопада 1996                    | 18 лютого 2000     | —      | Олександр Лукашенко |
| 4  |      | Єрмошин Володимир Васильович      | 18 лютого 2000                       | 1 жовтня 2001      | —      | Олександр Лукашенко |
| 5  |      | Новицький Геннадій Васильович     | 1 жовтня 2001 в.о. до 10 жовтня 2001 | 10 липня 2003      | —      | Олександр Лукашенко |
| 6  |      | Сидорський Сергій Сергійович      | 10 липня 2003 в.о. до 19 грудня 2003 | 27 грудня 2010     | —      | Олександр Лукашенко |
| 7  |      | М'ясникович Михайло Володимирович | 28 грудня 2010                       | 27 грудня 2014     | —      | Олександр Лукашенко |
| 8  |      | Кобяков Андрій Володимирович      | 27 грудня 2014                       | 18 серпня 2018     | —      | Олександр Лукашенко |
| 9  |      | Румас Сергій Миколайович          | 18 серпня 2018                       | 4 червня 2020      | —      | Олександр Лукашенко |
| 10 |      | Головченко Роман Олександрович    | 4 червня 2020                        | 10 березня 2025    |        | Олександр Лукашенко |
| 11 |      | Турчин Олександр Генріхович       | 10 березня 2025                      | нині на посаді     | —      | Олександр Лукашенко |

## Голосування
Нижче представлені результати голосування депутатів Палати представників з питання про давання президенту Республіки Білорусь згоди на призначення кандидата прем'єр-міністром Республіки Білорусь.
| Кандидат            | Дата голосувания | Всього депутатів | Голосувало | За  | Проти | Утр. | Результат |
| ------------------- | ---------------- | ---------------- | ---------- | --- | ----- | ---- | --------- |
| Сергій Лінг         | 19.02.1997       | 110              |            |     |       |      | схвалено  |
| Володимир Єрмошин   | 14.03.2000       | 110              |            |     |       |      | схвалено  |
| Геннадій Новицький  | 10.10.2001       | 110              | 108        | 96  | 12    | 0    | схвалено  |
| Сергій Сидорський   | 19.12.2003       | 109              | 102        | 91  | 11    | 0    | схвалено  |
| Сергій Сидорський   | 17.04.2006       | 110              | 105        | 103 | 2     | 0    | схвалено  |
| Михайло М'ясникович | 27.01.2011       | 110              | 109        | 109 | 0     | 0    | схвалено  |
| Андрій Кобяков      | 15.01.2015       | 110              | 106        | 106 | 0     | 0    | схвалено  |
| Андрій Кобяков      | 18.12.2015       | 110              | 106        | 102 | 4     | 0    | схвалено  |
| Сергій Румас        | 05.10.2018       | 110              | 106        | 105 | 1     | 0    | схвалено  |
| Роман Головченко    | 11.06.2020       | 110              | 97         | 97  | 0     | 0    | схвалено  |

1. ↑  Постанова № 117-П/IIвн Палати представників Національних зборів Республіки Білорусь від 19 лютого 1997 р.
2. ↑  Постанова № 1225-П/X Палати представників Національних зборів Республіки Білорусь від 14 березня 2000 р.
3. ↑  10 октября 2001 года на пятом заседании Палаты представителей Национального собрания Республики Беларусь Президент Республики Беларусь Лукашенко А. Г. представил Новицкого Г. В. для дачи согласия на назначение его на должность Премьер-министра Республики Беларусь. Архів оригіналу за 13 лютого 2020. Процитовано 3 липня 2020.
4. ↑  Парламент Беларуси дал согласие Президенту страны на назначение Сергея Сидорского премьер-министром (19 декабря 2003)
5. ↑  Палата представителей дала президенту согласие на назначение Сидорского премьер-министром [Архівовано 2020-02-13 у Wayback Machine.], TUT.BY (17 апреля 2006)
6. ↑  Сергей Королевич, ПП дала согласие на назначение Мясниковича премьер-министром [Архівовано 2020-02-13 у Wayback Machine.], БелаПАН (27 января 2011)
7. ↑  Андрей Кобяков представлен Президентом Беларуси Александром Лукашенко на должность Премьер-министра Республики Беларусь. Архів оригіналу за 13 лютого 2020. Процитовано 3 липня 2020.
8. ↑  Корр. БелТА, Палата представителей дала согласие на назначение Кобякова на пост премьер-министра, БелТА (18 декабря 2015)
9. ↑  Палата представителей одобрила Румаса на посту премьер-министра, Sputnik (5 октября 2018)
10. ↑  Белорусский парламент утвердил Романа Головченко на должность премьер-министра